# 安道尔—葡萄牙关系
安道尔—葡萄牙关系是指安道尔公国与葡萄牙共和国之间的外交关系。这两个国家都是欧洲理事会、伊比利亚-美洲国家组织和联合国的成员。

## 历史
安道尔和葡萄牙是两个有着相似历史的欧洲国家，共享伊比利亚半岛(还有西班牙)。由于其面积，安道尔深受法国和西班牙的影响，由西班牙的乌尔盖尔主教和法国的总统兼任安道尔大公。安道尔和葡萄牙有着悠久的历史、社会、文化、政治和经济关系，特别是自20世纪80年代葡萄牙人开始大规模迁移到安道尔以来，两国关系得到了发展。 1994年12月22日，两国在安道尔通过一项新宪法，确立两国为议会民主国家之后建立了外交关系。2003年，葡萄牙在安道尔开设了驻安道尔大使馆，但由于资金紧张，大使馆在2012年关闭。
葡萄牙人社区在安道尔的存在是强大的，目前占安道尔人口的约14%，促进了两国之间的牢固关系。2009年11月，安道尔首相乔梅·巴尔图梅访问葡萄牙埃斯托里尔，出席第19届伊比利亚-美洲高峰会。2010年3月，葡萄牙总统阿尼巴尔·卡瓦科·席尔瓦对安道尔进行了正式访问，这是葡萄牙国家元首首次访问安道尔。2017年9月，葡萄牙总统马塞洛·雷贝洛·德索萨访问安道尔。安道尔首相安东尼·马蒂于2018年回访了葡萄牙。
2019年，两国庆祝建交25周年。

## 双边协议
两国签署了一些协议，如《社会保障协定》(1988年);关于各自应用方式的协定(1988年);教育合作协定(2000年);《国际公路旅客和货物运输协定》(2000年);关于两国国民进入、流通、停留和留驻对方领土的协定(2007年);《关于税收事项信息交换的协定》(2009年)和《避免双重征税和防止逃税协定》(2015年)。

## 贸易
2018年，两国贸易总额为330万欧元。安道尔的主要出口产品包括:食品、饮料和工业用品。葡萄牙的主要出口产品包括:食品和饮料;木材、软木和纸;纺织品和服装;机械和零部件;以及陆运设备和零部件。

## 常驻外交使团
- 安道尔在里斯本设有大使馆。[8]

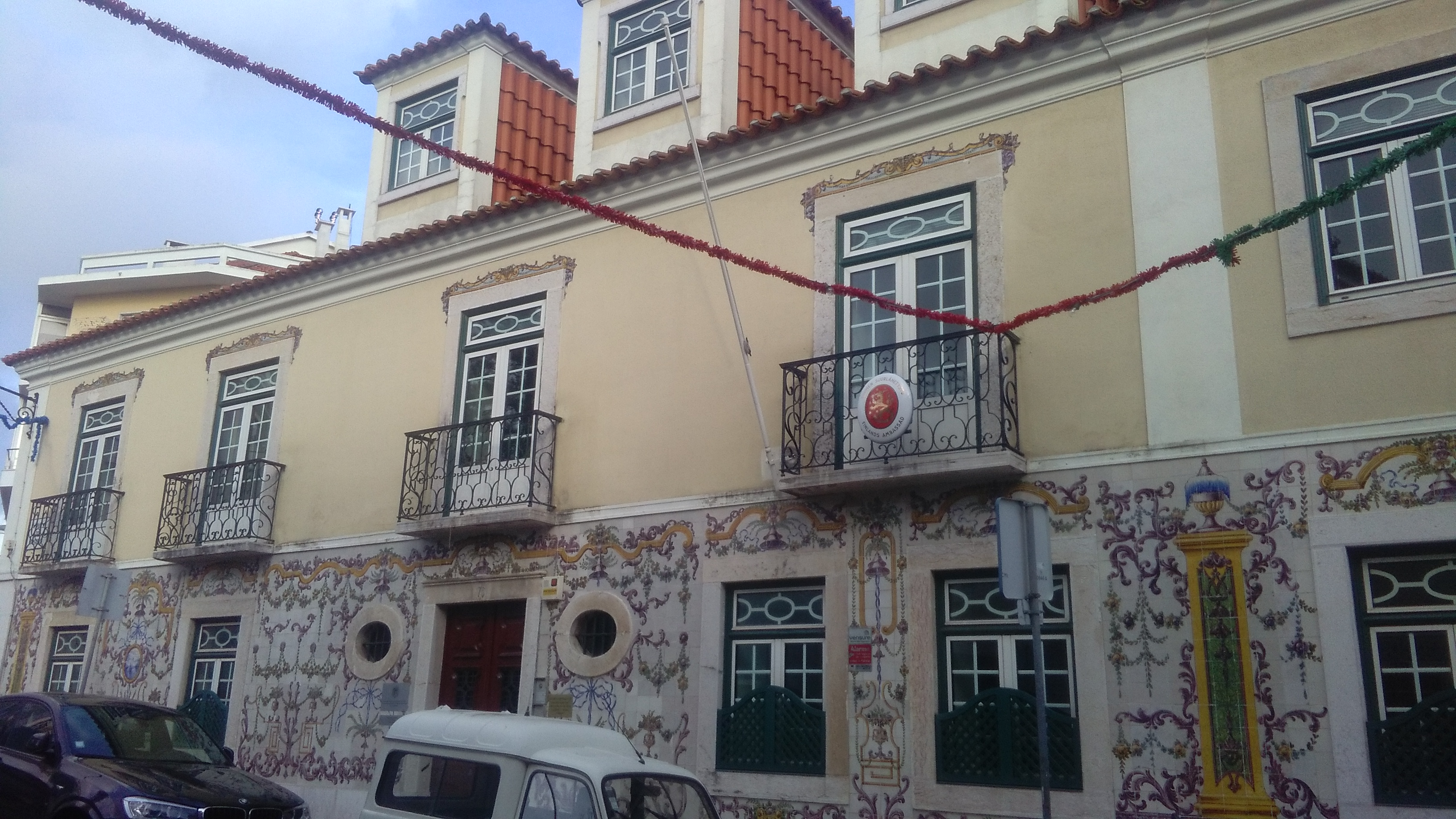
安道尔驻里斯本大使馆

- 葡萄牙驻西班牙马德里大使馆向安道尔提供领事服务，并在安道尔城设有名誉领事馆。[9]